# Барч, Карл
Карл Фри́дрих Адо́льф Ко́нрад Барч (нем. Karl Friedrich Adolf Konrad Bartsch; 25 февраля 1832, Шпроттау — 19 февраля 1888, Хайдельберг) — немецкий медиевист-германист, представитель классической филологии. Основатель первого Института германистики в Ростокском университете. В центре его научной деятельности — средневековая немецкая литература, поэзия.

## Биография
Родился в семье военного в городе Шпроттау, позднее его семья переехала в Гливице. В детстве посещал католическую гимназию, после перешёл в гимназию во Вроцлаве, где он обнаружил в себе тягу к филологии и языку. С 1849 года изучал классическую филологию в Институте Вроцлава, слушал лекции по германистике Карла Вейнхольда. В 1851 уехал в Берлин, где слушал лекции Вильгельма Гримма и Хеймана Штейнталя. Спустя два года получил степень кандидата наук в Университете Галле. Поначалу Карл хотел стать актёром, после его привлекла должность государственного служащего, но его метания по поводу выбора рода деятельности были безуспешными. Поэтому он принял предложение о работе в архивах Парижа, Лондона и Оксфорда. Там он от руки переписывал песни трубадуров. После возвращения из поездки Карл Барч работал учителем на дому у одного барона.
Осенью 1855 года Барч получил место смотрителя в библиотеке Германского национального музея в Нюрнберге, но из-за конфликтов с начальством он вынужден покинуть город. В 1858 Карл приехал в Росток, где вскоре основал первый Институт германистики во всей Германии. В Институте он работал до 1871 года как профессор германистики и романистики, был дважды избран ректором. Был приглашён на должность профессора германистикой и романской филологии в Гейдельбергский университет, где проработал до самой смерти в 1888 году.

## Труды
В результате своей активной научной деятельности Карл Барч написал множество трудов на различные темы. Большое место в его научной работе занимала история немецкой поэзии (например, Geschichte der deutschen Dichtung) и литературы (Grundriss zur Geschichte der provenzalischen Literatur), множество работ посвящено конкретным произведениям литературы средневековья (Lemmatisierte Konkordanz zu den Schweizer Minnesängern, Die göttliche Komödie, Das Nibelungenlied, Wolfram’s von Eschenbach Parzival und Titurel и др.).